# 宇喜多秀継
宇喜多 秀継（うきた ひでつぐ）は、安土桃山時代から江戸時代にかけての人物。父は宇喜多秀家、母は豪姫（前田利家の娘、豊臣秀吉の養女）、同母兄に秀隆。通称は小平次。

## 生涯
慶長2年（1597年）、備前岡山の大名・宇喜多秀家と豪姫の三男として生まれる。『義演准后日記』同年11月21日条に「備前中納言息一歳不例」として同年に生まれた男子の病気の記述があり、翌12月10日条に「御八」という名前が見える。
慶長5年（1600年）の関ヶ原の戦いでの敗戦後、秀家は薩摩へ落ち延びたが、身柄を引き渡され、慶長11年（1606年）4月、孫九郎（秀高）と小平次および家来10人と共に八丈島に流罪となった。豪姫とその娘は加賀前田家のものであるので流罪にはならなかった。
小平次秀継は八丈島では医師をしていたという。小平次の乳母アイが金沢の加賀前田家に願い出たことから玄米百俵と諸品の八丈島への仕送りが始まり毎年のこととなったという。
明暦3年（1657年）に死去した。崇福寺の過去帳では同年3月6日に病死とあり、長楽寺の過去帳では同年2月5日に60歳で死去したと描かれているが、大西泰正によれば、生年から実際の享年（数え年）は61歳とみられる。戒名は秀源院殿浄雲居士。
秀継には3児あり、長男・秀律（半助）、長女・マツ、次男・藤松。
その後、秀継の子孫は庶流のため浮田姓を称し、宇喜多七家の中、浮田半平家・浮田半六家・浮田半七家の３家を興す。明治の恩赦により、宇喜多7家は八丈島を離れたが、のちに浮田半七家は帰島し、その子孫は東京都八丈支庁八丈町大賀郷に在住している。なお、秀継から11代後の末裔である浮田秀典（半平）は、八重根に港を開いた事績を讃えられ、浮田半平功労碑を建てられている。

## 関連図書
- 立石定夫『戦国宇喜多一族』（新人物往来社、1988年、絶版）ISBN 978-4-404-01511-2
- 近藤富蔵『八丈実記 第1巻-第7巻』緑地社、1964-1976。